# Obstruent
Obstruent (in. spółgłoska właściwa) – niebędąca sonorantem, wymawiana ze zwarciem lub silnym zbliżeniem narządów mowy, bądź też z taką kombinacją powyższych artykulacji, że wytworzenie szczeliny bezpośrednio po zwarciu zapobiega plozji. Przykładami obstruentów w języku polskim mogą być:
- zwarto-wybuchowe /t/: tata /ˈtata/
- szczelinowa z retrofleksją /ʂ/[a]: szyba /ˈʂɨba/
- zwarto-szczelinowe z retrofleksją /ʈ͡ʂ/: czysta /ˈt͡ʂɨsta/

Z natury obstruent jest niezgłoskotwórczy (nie stanowi ośrodka sylaby), natomiast w niektórych językach może samodzielnie tworzyć morę, np. w języku japońskim pierwsze t w 3-morowym wyrazie „katta”.